# Fitness (biologie)

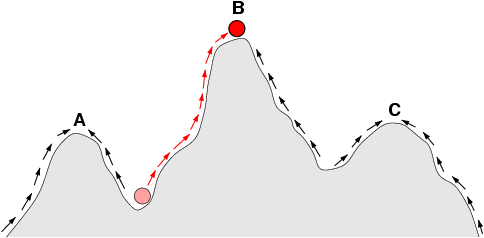
Schema van een fitnesslandschap. De pijlen geven aan hoe een populatie zijn genotype aanpast naar een beter voortplantingssucces, en de punten A en C zijn lokale optima.

Fitness is de geschiktheid van een individu of genotype om zich binnen een bepaalde omgeving voort te planten. Individuen en genotypes met een hogere fitness hebben een grotere kans zich voort te planten dan anderen in dezelfde  populatie. Bij de voortplanting geeft een individu genen door aan een volgende generatie. De relatieve toename van "fitte" varianten (allelen) van een gen bij de nakomelingen zorgt ervoor dat de eigenschappen van dat gen met het verstrijken van tijd bij een groter deel van de populatie voorkomen. Fitness wordt uitgedrukt in een verhoudingsgetal. Een fitness van 1 betekent dat het aandeel in de populatie stabiel is. Een fitness groter dan 1 duidt op een toename van een allel ten opzichte van andere allelen in de volgende generaties, of de toename van de groep met een bepaald genotype ten opzichte van andere groepen.

## Fitness en evolutie
Fitness speelt een centrale rol in de evolutie van soorten. Wanneer een individu beter aangepast is aan een bepaald milieu, zal deze gemiddeld gezien meer nakomelingen succesvol kunnen grootbrengen (een hogere fitness hebben). Hierdoor zal deze eigenschap uiteindelijk verspreid geraken in de volledige populatie (er zijn immers relatief meer nakomelingen met dit kenmerk). Dit is het principe van natuurlijke selectie.
Een tweede soort selectie is seksuele selectie. Hierbij ontstaat een selectiepatroon doordat (meestal) de vrouwtjes een voorkeur ontwikkelen voor een bepaald uitwendig (fenotypisch) kenmerk, zoals de staart van de pauw (Pavo cristatus). Het mannetje met de mooiste staart zal dan relatief meer vrouwtjes kunnen bevruchten, en ook in dit geval dus een hogere fitness verkrijgen. 

Om de fitness te maximaliseren moet aan twee voorwaarden voldaan worden. Er moeten zo veel mogelijk nakomelingen voortgebracht worden en deze moeten bovendien tot de reproductieve leeftijd overleven.

## Soorten fitness
Een gen kan op verschillende manieren naar de volgende generatie doorgegeven worden. Dit kan door zichzelf - al dan niet seksueel - voort te planten (directe fitness), of via verwanten. Door het helpen grootbrengen van broers of zusters, of de nakomelingen hiervan, kan een individu ook de fitness van het genotype verhogen (indirecte fitness). Namelijk, de overlevingskansen van de verwanten zullen stijgen, en de ouders kunnen zich concentreren op de reproductie. Dit wordt omschreven als helpergedrag en wordt frequent aangetroffen bij zowel vogels als zoogdieren.

Het totaal van directe en indirecte fitness is de inclusieve fitness.

### Hamiltons regel
De Regel van Hamilton (Hamilton's rule) (W. D. Hamilton, 1964) stelt dat het voor een individu de moeite loont om zijn eigen reproductie (directe fitness) op te offeren afhankelijk van de verwantschapsgraad en hoeveelheid nakomelingen van deze verwant.
Dit wordt weergegeven aan de hand van volgende formule:
{\displaystyle \quad rB>K}
met
r: de verwantschapscoëfficiënt of de mate van verwantschap (bv. broers: 0,5 (een individu krijgt de helft van zijn genen van zijn vader, de andere helft van zijn moeder, dus broers en zussen zijn gemiddeld gezien 50% gelijk aan elkaar én aan hun ouders qua genotype); neven en nichten (de kinderen van twee broers of zusters): 0,125).
B: het voordeel (benefit); met andere woorden het aantal nakomelingen van de verwant.
K: de kost of de directe fitness, dus het eigen aantal nakomelingen (genen) dat opgeofferd wordt.
Wanneer het linkerlid groter is dan het rechter zal het desbetreffende allel of genotype dus gemiddeld gezien in grotere mate doorgegeven worden naar de volgende generatie door de verwanten. Indien niet, loont het voor het "individu" meer om zichzelf voort te planten.
Bijvoorbeeld: als een individu één nakomeling zou hebben, moet zijn broer meer dan twee nakomelingen hebben of twee broers elk minstens anderhalf. In werkelijkheid zou dit of twee en één of drie en nul zijn (een individu kan immers geen decimaal zijn). In het geval van één neef of nicht zou deze minstens negen nakomelingen moeten hebben om de ene nakomeling van ons "hoofdindividu" te compenseren. Namelijk 0,125*(8+1)>1.

### Verwantschapsselectie

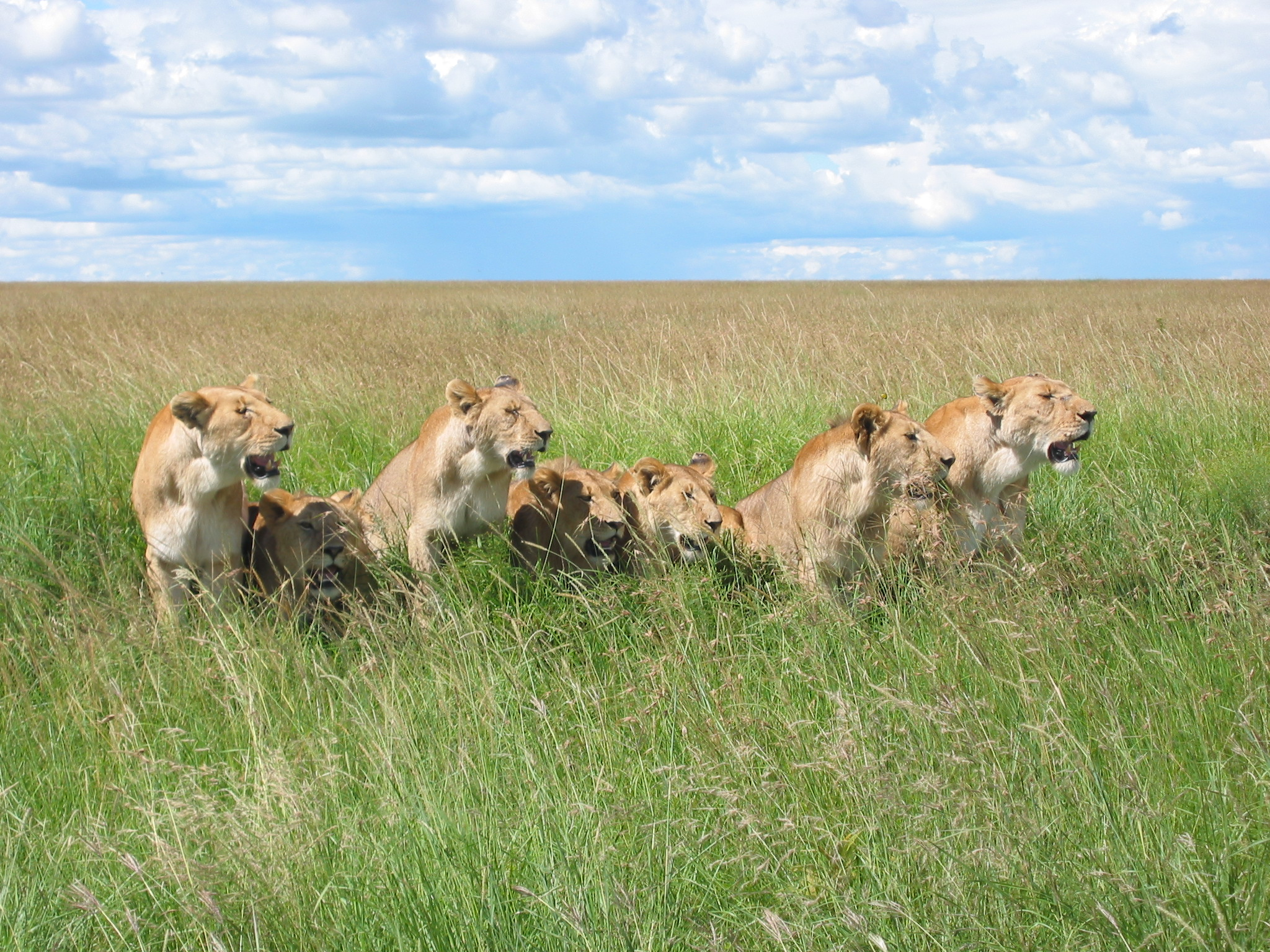
Een groep leeuwen in Masai Mara National Park in Kenia

Verwantschapsselectie of kin selection (Engels kin: "(bloed)verwant") is een vorm van altruïsme. Bij verwantschapsselectie worden nauwe verwanten bevoordeeld ten opzichte van niet-verwanten. Dit kan bijvoorbeeld het tolereren van (sub)adulten in het territorium zijn, het doorgeven van het territorium aan een nakomeling of simpelweg het waarschuwen van verwanten bij gevaar. Dit kan van belang zijn in omgevingen waar het moeilijk overleven is (weinig voedsel, weinig territoriumgelegenheid, etc.).

Een typisch voorbeeld van verwantschapsselectie en helpergedrag zijn leeuwentroepen. Alle leeuwinnen en juvenielen in een troep zijn verwanten (moeders-kinderen, tantes-nichtjes/neefjes), waarbij tantes ook de nakomelingen van hun zusters kunnen zogen, terwijl de moeder op jacht is. Enkel het mannetje is niet verwant, want mannelijke nakomelingen worden in hun adolescentie uit de groep verstoten, waardoor er geen incest optreedt.

## Fitness en inteelt
Incest kan biologisch gezien een negatieve invloed hebben op de fitness. Seksuele of geslachtelijke voortplanting zorgt immers in de eerste plaats voor genvariatie. Doordat tijdens de meiose de genen van beide ouders als het ware door elkaar geschud worden, ontstaan nakomelingen met unieke gencombinaties. Doordat elke nakomeling in dit opzicht uniek is, is de kans groter dat er in een ongunstig milieu of ongunstige omstandigheden een individu zal zijn die toch beter uitgerust is, waardoor genen toch eventueel nog doorgegeven kunnen worden. Er kan dan selectie optreden op het fenotype (het waarneembare resultaat van het genotypte) voor dit genotype. (Zie ook Red Queenhypothese.) Wanneer twee verwante individuen paren zullen hun nakomelingen een minder gevarieerde gencombinatie hebben (verwanten hebben relatief meer dezelfde genen).
Een tweede nadeel van inteelt is het feit dat een genotype een zekere genetic load heeft. Elk individu heeft namelijk een aantal recessieve allelen in zijn genotype, die in homozygote toestand (twee kopieën van hetzelfde allel) afwijkingen veroorzaken (bv. albinisme), of gewoon zelfs de dood tot gevolg hebben (bv. yellow coat-mutatie bij muizen). Uiteraard is de fitness dan gelijk aan nul indien de dood optreedt vóór de reproductieve leeftijd (veelal reeds zelfs embryonaal). 

Door seksuele voortplanting worden deze recessieve allelen echter gemaskeerd doordat hun functie (volledig) overgenomen wordt door dominante allelen (een dominant allel komt altijd tot expressie). Ook schadelijke allelen kunnen dominant zijn maar zijn zeer zeldzaam en de meeste zijn dan ook recessief. Doordat ze via heterozygoten doorgegeven kunnen worden aan de volgende generatie blijven ze echter in de populatie aanwezig.
Incest wordt dan ook vermeden door mechanismen zoals dispersie (zowel bij planten als dieren) of het vormen van groepen waarbij altijd enkel één geslacht verwanten zijn (bijvoorbeeld de vrouwtjes bij Bonobo's of mannetjes bij Chimpansees).

Waar vrouwtjes verwanten zijn spreekt men van een matriarchale gemeenschap. Anders is de groep patriarchaal.